# L'Ange rouge (film, 1966)
Pour les articles homonymes, voir L'Ange rouge.
Pour plus de détails, voir Fiche technique et Distribution.
L'Ange rouge (赤い天使, Akai tenshi) est un film japonais réalisé par Yasuzō Masumura, sorti en 1966 au Japon.

## Synopsis
En 1939, pendant l'occupation de la Chine par les Japonais, la Japonaise Sakura Nishi est envoyée en Chine comme infirmière, et se trouve confrontée aux horreurs et au malheur des blessés et des infirmes. Elle noue une relation particulière avec le docteur Okabe, un homme plus âgé marqué par la vie.

## Fiche technique
- Titre : L'Ange rouge
- Titre original : 赤い天使 (Akai tenshi?)
- Réalisation : Yasuzō Masumura
- Scénario : Ryōzō Kasahara (ja), d'après le roman de Yorichika Arima (ja)
- Photographie : Setsuo Kobayashi (ja)
- Montage : Tatsuji Nakashizu
- Décors : Tomoo Shimogawara
- Musique : Sei Ikeno
- Producteur : Ikuo Kubodera
- Société de production : Daiei
- Pays d'origine :  Japon
- Langue originale : japonais
- Format : noir et blanc — 2,35:1 (Cinémascope) — 35 mm — son mono
- Genre : drame
- Durée : 95 minutes[1] (métrage : neuf bobines - 2599 m[1])
- Dates de sortie :
  - Japon : 1er octobre 1966[1]
  - France : 8 janvier 1969[2]

## Distribution
- Ayako Wakao : Sakura Nishi
- Shinsuke Ashida : le docteur Okabe
- Yūsuke Kawazu : le soldat Orihara
- Ranko Akagi (ja) : l'infirmière en chef Iwashima
- Ayako Ikegami : l'infirmière Tsurusaki

## Commentaire
- Précurseur des "Jeunes turcs" du cinéma japonais (Nagisa Oshima, Yoshishige Yoshida, Masahiro Shinoda, Shōhei Imamura entre autres), Yasuzō Masumura travailla pour la Daiei jusqu'à la faillite de la compagnie, en 1971. À travers des films audacieux et empreints d'une violence paroxystique, il donnera, également, une image profondément nouvelle de l'héroïne japonaise, exploitant d'une façon remarquable la féminité ambiguë d'Ayako Wakao, star immensément populaire de la Daiei. Le rôle de l'infirmière Sakura Nishi est une des incarnations les plus mémorables de l'actrice.
- « La pureté impassible des traits de l'héroïne imprime à sa composition et à son jeu une fascination puissante. Son personnage n'est à proprement parler ni bénéfique ni maléfique. Compatissante en maintes circonstances - exemple le plus illustratif : retrouvant l'homme qui l'avait violée dans un état déplorable, elle lui pardonne et insiste auprès du chirurgien, dont elle deviendra amoureuse, pour qu'il ait une transfusion sanguine -, unissant le sexe et la mort, elle est quelque chose de plus subtil : une sorte d'émanation atroce et logique des horreurs de la guerre parmi lesquelles elle évolue comme un spectre, au-delà du Bien et du Mal »[3].